# 姫野友美
姫野 友美（ひめの ともみ、1954年〈昭和29年〉 - ）は、日本の医師、著述家。医学博士。

## 略歴
静岡市生まれ。静岡県立静岡高等学校卒業。高校時代は女子バレー部主将。東京医科歯科大学医学部卒業。九州大学医学部付属病院心療内科、北九州市立小倉病院、麻生飯塚病院、愛風会さく病院、Mayo clinic Emergency Room(U.S.A) Visiting Clinician、東京都立広尾病院麻酔科、東邦大学大橋病院、木原病院、東京顕微鏡院附属診療所、テーオーシービル診療所、女性のための生涯医療センターViVi勤務を経て、2005年、ひめのともみクリニック開設。2006年〜2021年 日本薬科大学漢方薬学科教授。

## 著書
- 『ストレス脱出レシピ ―心療内科医に教わる「ごはん術」』 姫野友美 監修 主婦の友社 2021.6
- 『認知症になりたくなければラーメンをやめなさい』 姫野友美 著 講談社 2020.9
- 『心療内科医が教える疲れとストレスからの回復ごはん』 姫野友美 著 大和書房 2019.12
- 『美しくなりたければ食べなさい』 姫野友美 著 三笠書房 2019.7
- 『急に不機嫌になる女無関心になる男』 姫野友美 著 青春出版社 2017.1
- 『女の勘 男の鈍感』 姫野友美 著 KADOKAWA 2017.1
- 『浮気の言い訳』 姫野友美 著 角川書店 2017.4
- 『こころのクセを変えるコツ』 姫野友美 著 ; 江村信一 絵 大和出版 2017.5
- 『いじらしいほど愛されたい女かまってほしいのに縛られたくない男』 姫野友美 著 三笠書房 2015.11
- 『成功する人は缶コーヒーを飲まない 「すべてがうまく回りだす」黄金の食習慣』姫野友美 著 講談社　2011.4
- 『女はなぜ突然怒り出すのか?』 姫野友美 著 角川書店 2006.3
- 『大丈夫!　そんなにがんばらなくても』 姫野友美 著 青春出版社 2004.2

## 共編著
- 『食と心』 京都健康フォーラム 監修 ; 中井吉英, 本庄巌 編著 ; 石井均, 生野照子, 乾明夫, 上原美穂, 藤田紘一郎 共著 建帛社 2015.7
- 『主治医が見つかる診療所 長生き健康法スペシャル 』共著：上山博康, 丁宗鐵, 秋津壽男, 南雲吉則 宝島社、2015.3

## テレビ出演
- 主治医が見つかる診療所
- さんま・福澤のホンマでっか!?ニュース
- 中居正広のニュースな会